# Maxime Dupé
Maxime Dupé (ur. 4 marca 1993 w Malestroit) – francuski piłkarz występujący na pozycji bramkarza w Toulouse FC.

## Kariera klubowa
Od 2008 szkolił się w szkółce piłkarskiej FC Nantes. 15 lutego 2014 zadebiutował w drużynie zawodowej FC Nantes na szczeblu Ligue 1 w zremisowanym 0:0 wyjazdowym meczu z OGC Nice. W sezonie 2019/2020 był wypożyczony do Clermont Foot. W 2020 przeszedł do Toulouse FC.
| Sezon     | Klub          | Kraj    | Rozgrywki | Mecze | Bramki | Rozgrywki Europy | Mecze | Bramki |
| --------- | ------------- | ------- | --------- | ----- | ------ | ---------------- | ----- | ------ |
| 2013/2014 | FC Nantes     | Francja | Ligue 1   | 4     | 0      | -                | -     | -      |
| 2014/2015 | FC Nantes     | Francja | Ligue 1   | 6     | 0      | -                | -     | -      |
| 2015/2016 | FC Nantes     | Francja | Ligue 1   | 7     | 0      | -                | -     | -      |
| 2016/2017 | FC Nantes     | Francja | Ligue 1   | 16    | 0      | -                | -     | -      |
| 2017/2018 | FC Nantes     | Francja | Ligue 1   | 1     | 0      | -                | -     | -      |
| 2018/2019 | FC Nantes     | Francja | Ligue 1   | 11    | 0      | -                | -     | -      |
| 2019/2020 | Clermont Foot | Francja | Ligue 2   | 27    | 0      | -                | -     | -      |
| 2020/2021 | Toulouse FC   | Francja | Ligue 2   | 38    | 0      | -                | -     | -      |

Stan na: 20 października 2014 r.

## Kariera reprezentacyjna
Dupé grał w młodzieżowych reprezentacjach Francji w wielu kategoriach wiekowych. 

## Sukcesy

### Reprezentacyjne
- Francja
  - Mistrzostwa świata U-20 w piłce nożnej: 2013